# Ho (kana)
A hiragana ほ, katakana ホ, Hepburn-átírással: ho, magyaros átírással: ho japán kana. A hiragana és a katakana is a 保 kandzsiból származik. A godzsúonban (a kanák sorrendje, kb. „ábécérend”) a 30. helyen áll. A hiragana ほ Unicode kódja U+307B, a katakana ホ kódja U+30DB. 
|               | Hepburn és magyaros | Hiragana (Unicode) | Katakana    |
| ------------- | ------------------- | ------------------ | ----------- |
| Alapalak      | ho                  | ほ (U+307B)        | ホ (U+30DB) |
| Dakutennel    | bo                  | ぼ (U+307C)        | ボ (U+30DC) |
| Handakutennel | po                  | ぽ (U+307D)        | ポ (U+30DD) |

## Vonássorrend
|  |  |
|  |  |